# (74453) 1999 CR28
(74453) 1999 CR28 – planetoida z pasa głównego asteroid okrążająca Słońce w ciągu 5,38 lat w średniej odległości 3,07 j.a. Odkryta 10 lutego 1999 roku.